# Aram Norrman
Aram Norrman, född 23 maj 1895 i Tranås, död 7 maj 1956 i Tranås, var en svensk målare och skulptör.
Han var son till Herrman Norrman och Sigrid Kjällgren samt far till Rolf  Norrman.
Norrman studerade konst för Carl Wilhelmson på Valands konstskola 1909 när han var 14 år gammal for han till Stockholm för att studera privat för Karl Nordström och Nils Kreuger samt under en period skulptering för Christian Eriksson. När Wilhelmson öppnade sin målarskola i Stockholm 1910 fortsatte han sina studier där fram till 1913. På hösten samma år for han till Paris där han med ekonomiskt stöd från Prins Eugen var kvar fram till krigsutbrottet. Separat ställde han ut endast en gång 1922 på Ny konst i Göteborg. Han medverkade i jubileumsutställningen i Nässjö 1922 och jubileumsutställningen i Jönköping 1928, samlingsutställningen på Kalmar mässan 1926, Vätterbygdens konstförenings utställning i Jönköping 1942 och i Tranås konstförenings utställningar.
Hans konst består av porträtt, figursaker, stilleben, jaktmotiv och hästar i landskap, som skulptör dekorerade han förvaringskistor med polykromerade jaktmotiv. Han har som illustratör illustrerat ett flertal böcker för författaren Bernt Torson. 
Norrman är representerad vid Nationalmuseum och Waldemarsudde.